# Komödienkrieg
Der Komödienkrieg war 1774 ein kurzer Aufstand in der oberbayerischen Gemeinde Schwaben, östlich von München, gegen das Verbot einer Theateraufführung.

## Geschehen
Die Bürger des Marktes Schwaben hatten sich in Abwesenheit des Pflegsverwalters Johann Philipp Anton Janson de Stock (1739–1786), des obersten Beamten im Landgericht Schwaben, von dessen Vater und Köchin die Erlaubnis für die Aufführung eines Theaterstücks über den Heiligen Nepomuk geben lassen. Zwei Jahre bereiteten die Bürger nun das Theaterstück vor. Die Darsteller waren alle Laien. Die Hauptrollen hatten der Kistlerbartl, der Bürgermeistersohn August Gerstlacher und seine beiden Schwestern.
Als Janson de Stock 1774 zurückkehrte, fand er die fast fertige Bühne auf dem Marktplatz vor und verbot sofort jede Aufführung. Wahrscheinlich wollte de Stock damit der aufklärerischen Haltung von Kurfürst Maximilian III. Joseph nachkommen. Er entsandte sofort seine Schergen, die die Bühne einreißen sollten, doch die Bürger verteidigten erfolgreich ihr Bauwerk. Der Pflegsverwalter verlangte in einem Schreiben an den Hofrat in München Unterstützung gegen die „aufmüpfigen“ Schwabener wegen Befehlsverweigerung. Sie sollten ins Arbeitshaus gebracht und die Männer mit Stock und die Frauen mit der Halsgeige bestraft werden. Die Bürger beschwerten sich wiederum über den zu strengen Beamten. Der Hofrat wies de Stock an, die Dinge nicht eskalieren zu lassen.
Trotzdem versammelte de Stock 500 Bauern aus den umliegenden Hauptmannschaften, bewaffnete sie und zog mit ihnen nach Schwaben. Die Bürger dort griffen zu ihren Gewehren. Als die Bauern begriffen, was sie tun sollten, stellten sie sich auf die Seite der Schwabener Bürger. De Stock blieb nur, einen weiteren wütenden Bericht nach München zu schicken. Daraufhin wurde er gerügt, weil er wegen einer „geringfügigen Sache“ eine Truppe aufgestellt hatte. Die Schwabener beantragten in München die Erlaubnis für die Aufführung des Stücks im Freien, da das Rathaus zu klein sei. Die Erlaubnis wurde eingeschränkt erteilt. Die Aufführung durfte nicht auf dem Marktplatz stattfinden und sie durfte nicht bis in die Nacht dauern. Zehn Tage baute man den breiten Rathausgang für das Theaterstück um.
Durch die Aufmerksamkeit, die der Streit verursacht hatte, kamen aus der Umgebung Zuschauer in Scharen. Es gab daher mehrere Wiederholungen der Aufführung.

## Rezeption
Der Komödienkrieg war 1960 Thema einer Hörfunksendung des Bayerischen Rundfunks. Der Theaterverein Markt Schwaben brachte 2015 ein Theaterstück mit der Geschichte als Hintergrund auf die Bühne.